# モジャイスキー (小惑星)
モジャイスキー (2850 Mozhaiskij) は小惑星帯に位置する小惑星である。ロシア（当時はソ連）のクリミア天体物理天文台でリュドミーラ・ジュラヴリョーワが発見した。
ロシア人で、蒸気エンジンを搭載した飛行機を製作し1884年に飛行実験を試みたアレクサンドル・モジャイスキー（ロシア語:Александр Фёдорович Можайский）から命名された。